# Serrières-en-Chautagne
Pour les articles homonymes, voir Serrières.
Serrières-en-Chautagne est une commune française située dans le département de la Savoie, en région Auvergne-Rhône-Alpes.

## Géographie

### Situation et description
Le petit village de Serrières-en-Chautagne est entouré d'un cadre naturel assez varié : forêts, montagnes (Le Grand Colombier, le Mont Clergeon, etc.) et marais (marais de Chautagne). Il se situe non loin du Rhône et du lac du Bourget.

### Climat
Pour un article plus général, voir Climat de la Savoie.
Serrières-en-Chautagne bénéficie d'un micro-climat grâce au lac du Bourget donc cette commune possède un apport de 2 °C par rapport au nord et 2 °C de moins par rapport au sud.
Ce climat reste quand même savoyard donc les cumuls de neige qui sont environ de 40 cm par hiver se font ressentir.
Les habitants sont habitués à ce genre d'intempéries. Le climat est rude l'hiver car au mois de janvier, il fait environ -2 °C le matin et 3 °C l'après-midi et le mois de juillet est relativement bon avec des températures de 9 °C le matin et 23 °C l'après-midi.
Le climat est fort humide l'hiver et plutôt sec l'été.

### Hydrologie
Le territoire de la commune borde le Rhône sur sa rive gauche.

### Voies de communication
Le territoire communal est traversé par la route départementale 991 (RD991), selon un axe nord-sud.

## Urbanisme

### Typologie
Au 1er janvier 2024, Serrières-en-Chautagne est catégorisée bourg rural, selon la nouvelle grille communale de densité à sept niveaux définie par l'Insee en 2022.
Elle est située hors unité urbaine et hors attraction des villes,.

### Occupation des sols
L'occupation des sols de la commune, telle qu'elle ressort de la base de données européenne d’occupation biophysique des sols Corine Land Cover (CLC), est marquée par l'importance des forêts et milieux semi-naturels (62,2 % en 2018), en diminution par rapport à 1990 (64,6 %). La répartition détaillée en 2018 est la suivante : 
forêts (58,4 %), zones agricoles hétérogènes (11,2 %), terres arables (8,6 %), eaux continentales (7,7 %), prairies (4,4 %), milieux à végétation arbustive et/ou herbacée (3,8 %), zones urbanisées (2,9 %), zones industrielles ou commerciales et réseaux de communication (1,9 %), cultures permanentes (1 %).
L'IGN met par ailleurs à disposition un outil en ligne permettant de comparer l’évolution dans le temps de l’occupation des sols de la commune (ou de territoires à des échelles différentes). Plusieurs époques sont accessibles sous forme de cartes ou photos aériennes : la carte de Cassini (XVIIIe siècle), la carte d'état-major (1820-1866) et la période actuelle (1950 à aujourd'hui).

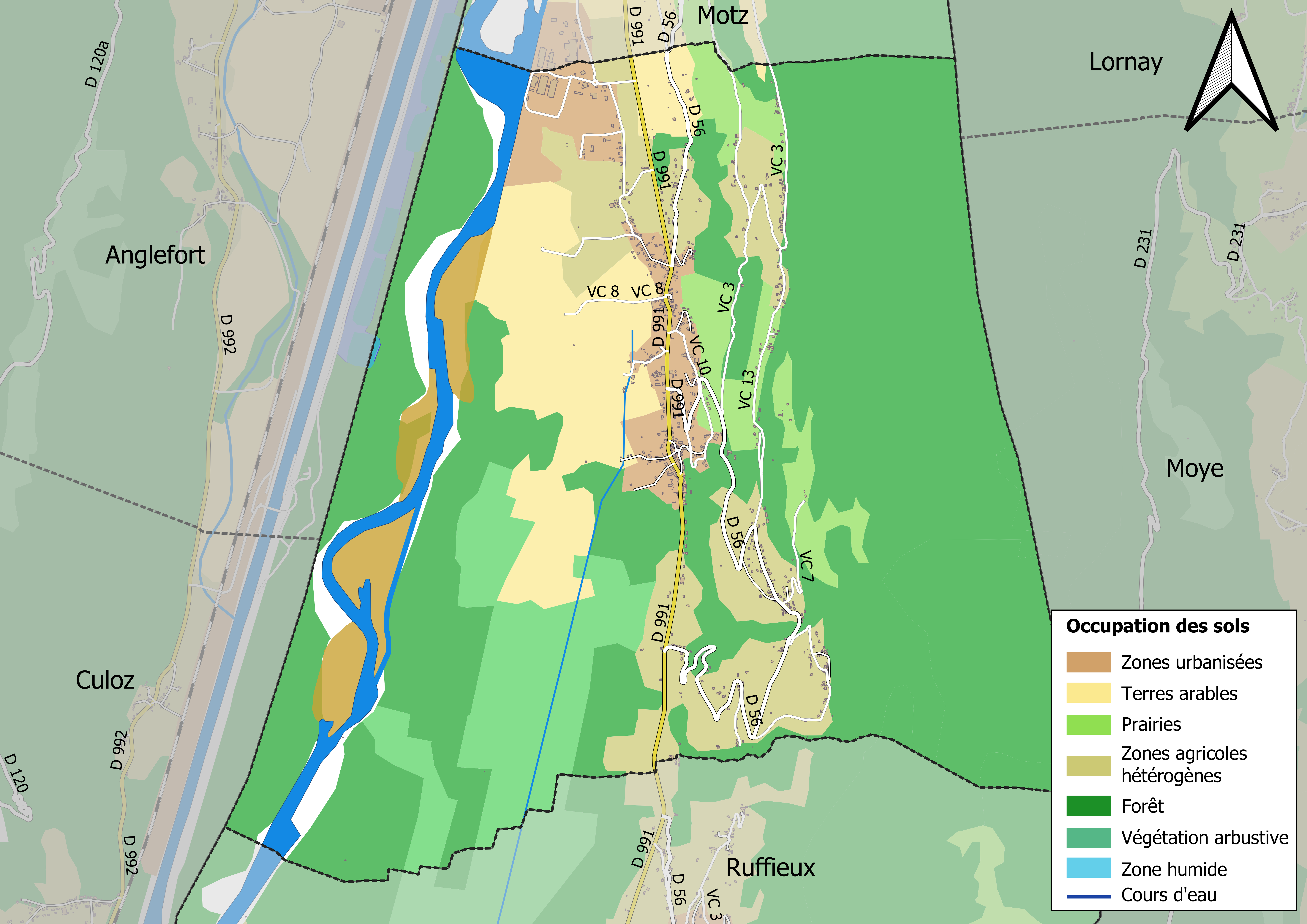
Carte des infrastructures et de l'occupation des sols en 2018 (CLC) de la commune.
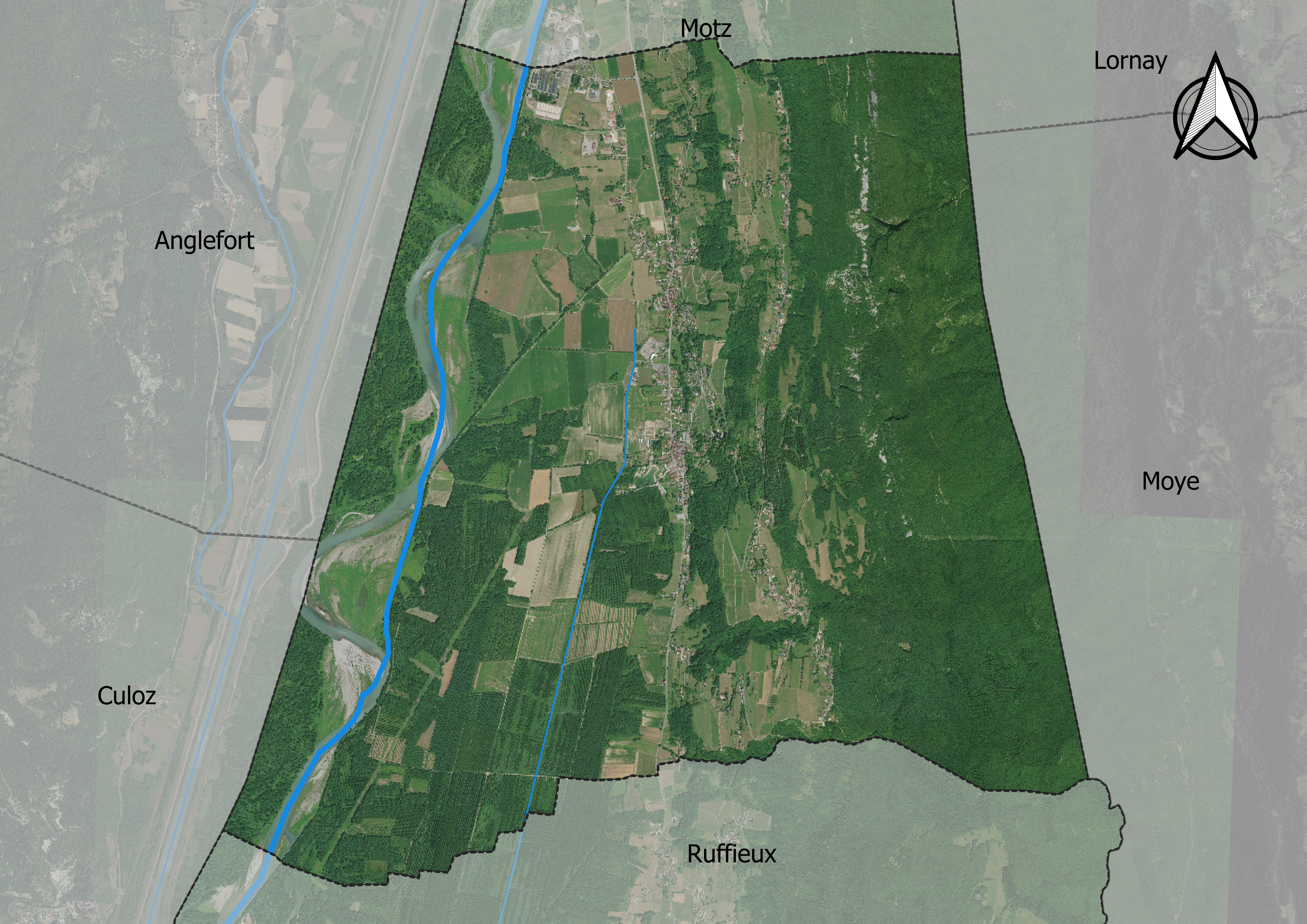
Carte orthophotogrammétrique de la commune.

## Toponymie
Le nom est mentionné anciennement sous les formes Cura de Serreriis au XIVe siècle, puis Serrières et Serrière.
Le toponyme dérive des noms locaux serraz, serre qui désigne, selon André Pégorier, une « colline allongée », avec le suffixe collectif -ière.
En francoprovençal, le nom de la commune s'écrit Sarîre (graphie de Conflans) ou Sérriéres (ORB).

## Histoire
Pour un article plus général, voir Histoire de la Savoie.
Jules Masse, auteur d'une Histoire de l'ancienne Chautagne (1911), mentionne un château dit de Chautagne, qui aurait donné son nom à la région,. Selon lui, il était entre les mains de la famille de Chautagne au XIIIe siècle. Il passe, au siècle suivant, à la famille de Montluel. Il pourrait s'agir d'un château situé à Serrières et qui contrôlait la route venant de Rumilly et l'Albanais, par la montagne,.

## Politique et administration

### Liste des maires
| Période                                  | Période   | Identité               | Étiquette | Qualité |
| ---------------------------------------- | --------- | ---------------------- | --------- | ------- |
| mars 2001                                | mars 2014 | Noëlle Salaün          |           |         |
| mars 2014                                | mai 2020  | Denise de March        |           |         |
| mai 2020                                 | En cours  | Brigitte Tougne-Picazo |           |         |
| Les données manquantes sont à compléter. |           |                        |           |         |

## Population et société

### Démographie
L'évolution du nombre d'habitants est connue à travers les recensements de la population effectués dans la commune depuis 1793. Pour les communes de moins de 10 000 habitants, une enquête de recensement portant sur toute la population est réalisée tous les cinq ans, les populations de référence des années intermédiaires étant quant à elles estimées par interpolation ou extrapolation. Pour la commune, le premier recensement exhaustif entrant dans le cadre du nouveau dispositif a été réalisé en 2004.

En 2022, la commune comptait 1 161 habitants, en évolution de −5,46 % par rapport à 2016 (Savoie : +3,63 %, France hors Mayotte : +2,11 %).
| 1793 | 1800 | 1806 | 1822 | 1838  | 1848  | 1858  | 1861  | 1866  |
| ---- | ---- | ---- | ---- | ----- | ----- | ----- | ----- | ----- |
| 905  | 630  | 840  | 984  | 1 118 | 1 208 | 1 116 | 1 131 | 1 138 |

| 1872  | 1876  | 1881  | 1886  | 1891 | 1896 | 1901 | 1906  | 1911 |
| ----- | ----- | ----- | ----- | ---- | ---- | ---- | ----- | ---- |
| 1 137 | 1 072 | 1 060 | 1 025 | 964  | 992  | 940  | 1 020 | 908  |

| 1921 | 1926 | 1931 | 1936 | 1946 | 1954 | 1962 | 1968 | 1975 |
| ---- | ---- | ---- | ---- | ---- | ---- | ---- | ---- | ---- |
| 764  | 795  | 752  | 672  | 638  | 591  | 566  | 530  | 512  |

| 1982 | 1990 | 1999 | 2004 | 2006 | 2009  | 2014  | 2019  | 2022  |
| ---- | ---- | ---- | ---- | ---- | ----- | ----- | ----- | ----- |
| 580  | 737  | 793  | 906  | 922  | 1 106 | 1 198 | 1 168 | 1 161 |

### Enseignement
La commune de Serrières-en-Chautagne dépend de l'académie de Grenoble.

### Médias
La commune de Serrières-en-Chautagne est située dans les environs d'Aix-Les-Bains, où la presse est représentée majoritairement par les grands quotidiens régionaux et notamment Le Dauphiné libéré. Plus localement, on trouve aussi d'autres journaux avec La Vie nouvelle ou bien L'Essor savoyard et ses déclinaisons.

## Économie
La commune fait partie de l'aire d'appellation des vins de Savoie Chautagne.

## Culture locale et patrimoine

### Personnalités liées à la commune
- Auguste de Juge (1797-1863), natif, juge et poète savoyard.
- Joanny Thévenoud (1878-1949), évêque de Ouagadougou.

### Héraldique
| Blason de Serrières-en-Chautagne | Blason  | D'azur à la tour couverte du lieu d'argent, à la clé d'or en fasce brochante ; au chef parti au 1er de gueules à la croix d'argent, au 2e d'or à la grappe de raisin de pourpre posée en bande et feuillée de sinople ; le sommet de la tour brochant en partie sur le chef. |
| Blason de Serrières-en-Chautagne | Détails | Le statut officiel du blason reste à déterminer. |